# Léxico do sueco
O léxico sueco é fundamentalmente de origem germânica, enriquecido através dos séculos, por contributos de outras línguas e culturas. 

## Léxico de origem germânica

### Palavras mais antigas, de origem germânica
hus, kung, bok, söm, skön, tenn, jag

### Termos de parentesco
fader, moder, syster, broder, man, kvinna

### Nomes de animais
ko, oxe, hund, gås, häst

### Nomes de partes do corpo
huvud, arm, hals, öga, fot, hand

### Nomes de ferramentas
kniv, yxa, hammare

### Nomes de alimentos
mjölk, salt, foder

### Certos substantivos
sol, måne, natt, snö

### Certos verbos
bita, bära, gå, åka, äta

## Léxico de origem latina e grega
Com a introdução do cristianismo na Escandinávia, por volta do século X, chegou uma série de palavras latinas e gregas. 
- mässa
- kloster
- kyrka
- biskop
- altare
- port
- kapell
- päron
- skriva
- läxa

## Léxico de origem alemã
Durante toda a Idade Média, séculos XI-XVI, a influência do baixo alemão foi enorme. 

Alguns linguistas afirmam mesmo que mais de metade do léxico sueco é de origem alemã.

Esta influência continuou até ao século XIX.
- arbete
- betala
- bliva
- borgare
- fru
- fråga
- gruva
- herre
- jakt
- men
- mynt
- möjlig
- räkning
- skräddare
- stad
- stop

## Léxico de origem francesa
No séculos XVII e XVIII, o francês entrou em força na língua sueca. 
- paraply (fr. parapluie)
- nivå (fr. niveau)
- ateljé  (fr. atelier)
- byrå
- adjö
- fåtölj
- dressera
- enorm
- mamma
- scen
- annons

## Léxico de origem inglesa
Nos século XIX e XX, é vez do inglês aumentar sucessivamente o seu domínio no campo dos empréstimos à língua sueca. 
- television
- tuff
- webb
- jazz (jazz)
- hobby (passatempo)
- juice (sumo/suco)
- container (contentor)
- jobb
- strejk
- reporter
- scout
- film
- foto
- jobba
- rekord

## Novas palavras: Composição
Um método muito produtivo de formar novas palavras é a composição pela junção de outras palavras, tal como em alemão e holandês.
- lärobok (manual escolar)
- gymnastiksal (sala de ginástica)
- bibliotekschef (chefe de biblioteca)
- ishockey (hóquei no gelo)
- överkonsumtion (consumo exagerado)
- Ungdomssymfoniorkesterfestivalen (Festival de Orquestras Sinfónicas Juvenis)
- Krigsvetenskapsakademien (Academia das Ciências da Guerra)

## Novas palavras: Derivação
Outra maneira de formar novas palavras é o método de transformar um substantivo em verbo pela adição de –a ou –ra.
- bila (<bil)
- paketera (<paket)
- plantera (<planta)
- banda
- chocka
- plasta
- applådera
- regera
- studera
- vandalisera

## Léxico de outras origens
Do espanhol
- cigarr

Do italiano
- bagatell

Do turco
- kiosk

Das línguas africanas
- sebra

Das línguas americanas
- choklad

Do finlandês
- pojke

Do português
- fetisch
- marmelad [2]

## Léxico do Sueco da Finlândia
Palavras próprias influenciadas ou aparentadas com as correspondentes finlandesas.
- hassa (desperdiçar)
- rosk (lixo)
- simstrand (praia de banhos)

Termos próprios do Sueco da Finlândia
- bolagist (rumskamrat)
- gravgård (kyrkogård)
- remontera (reparera)
- småkusin (syssling)
- alt ännu (alltjämt)
- ett och varje (ett och annat)
- gärde (gärdsgård)